# Jedrna ovojnica
Jedrna ovojnica ali jedrna membrana je dvojna biološka membrana z značilnimi porami, ki obdaja celično jedro.
Pri evkariontih je namreč dednina spravljena v celično jedro; le-to obdaja jedrna ovojnica, ki predstavlja fizikalno bariero za citoplazemske beljakovine, ki tako ne morejo prosto dostopati do DNK v jedru. Jedrna ovojnica je zgrajena iz zunanje in notranje jedrne membrane. Zunanja jedrna membranaje prekrita z ribosomi in se nadaljuje v endoplazemski retikulum, notranja jedrna membrana pa je povezana z jedrno lamino, vlaknasto plastjo v celičnem jedru tik notranje membrane, sestavljeno iz intermediarnih filamentov.
Na mestih, kjer se zunanja in notranja jedrna ovojnica zlivata, ju prebadajo velike multiproteinske strukture, imenovane kompleksi jedrnih por. Njihova poglavitna vloga je posredovanje pri prehajanju snovi, energije in informacij med jedrom in citoplazmo.

## Beljakovine jedrne ovojnice
Z jedrno ovojnico so povezane različne beljakovine, ki jih lahko glede na njihovo pozicijo razdelimo v 3 skupine:
- transnuklearne beljakovine – sestavljajo komplekse jedrnih por
- integralne beljakovine jedrne ovojnice – zasidrane so v notranjo jedrno membrano (npr. receptorji lamine B, z lamino povezani polipeptidi, emerin, MAN-1 ...)
- beljakovine, ki se nahajajo pod notranjo jedrno membrano – sestavljajo vlaknato ogrodje v jedru in uravnavajo celične procese; poleg mehanične funkcije so udeleženi tudi v podvojevanje DNK, segregacijo kromatina, prepisovanje genov itd.